# Copenhagen Suborbitals

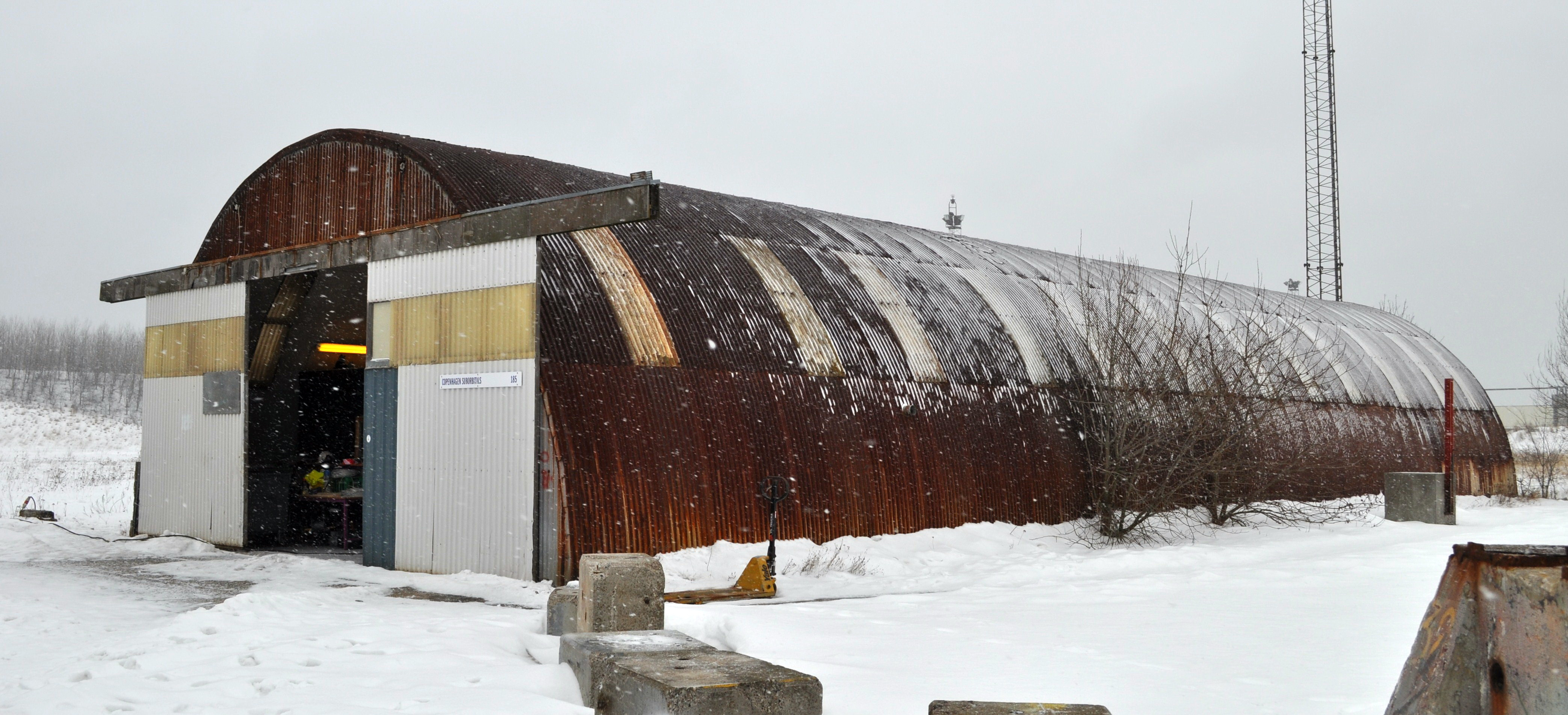
Hangar, w którym działa Copenhagen Suborbitals

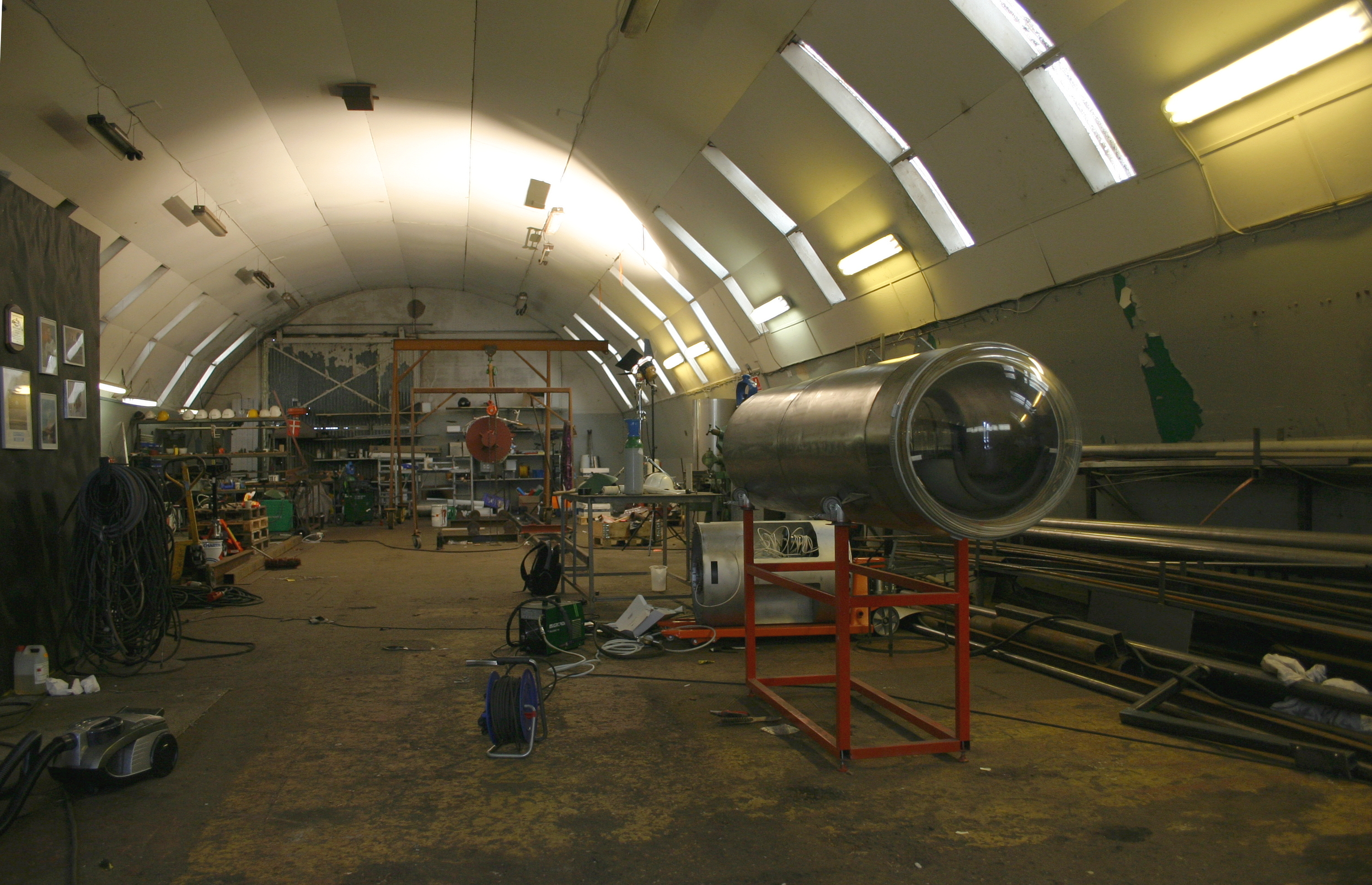
Wnętrze hangaru. Na pierwszym planie budowany MSC

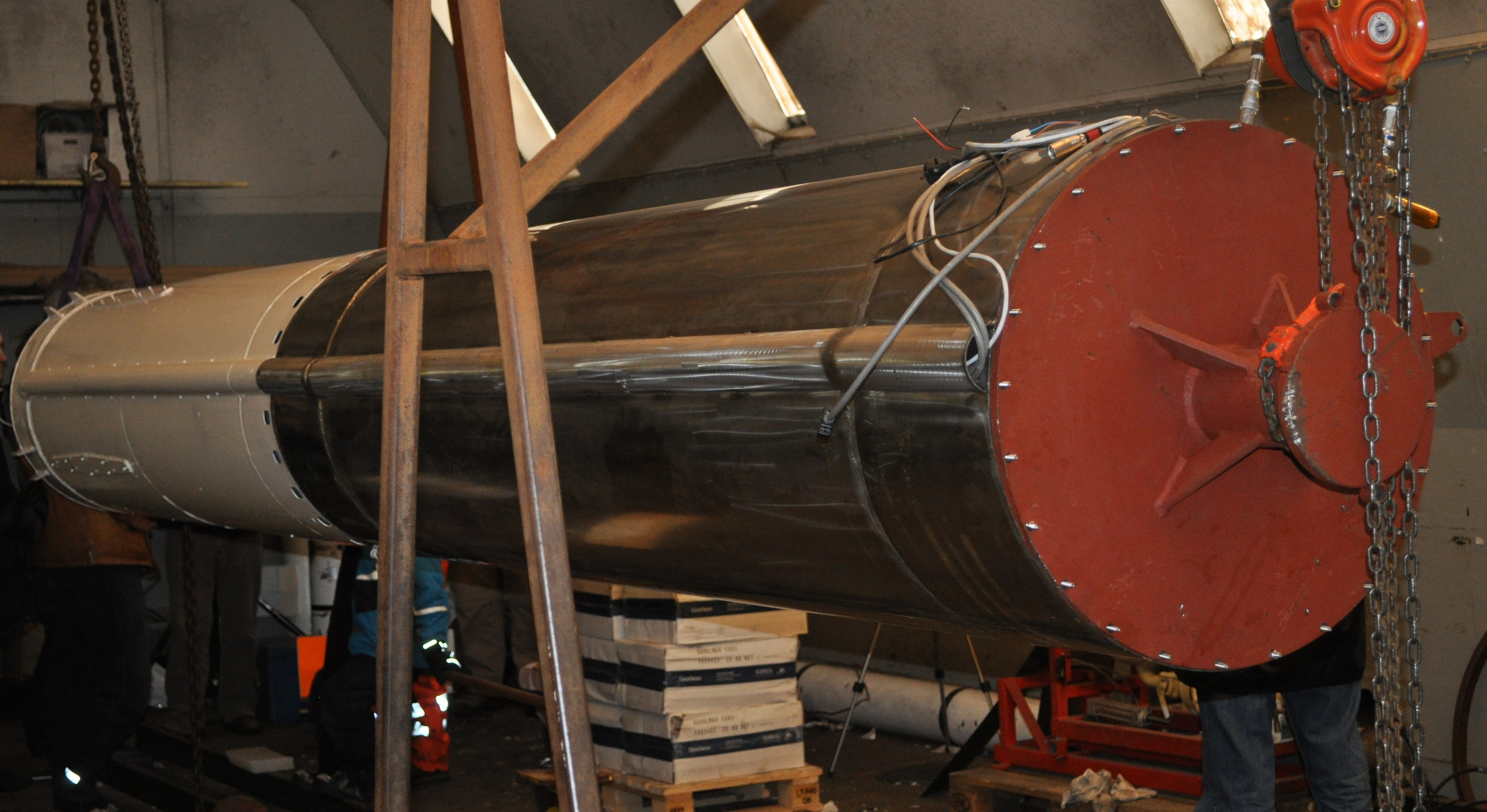
Rakieta HEAT

Copenhagen Suborbitals – duńska organizacja non-profit zajmująca się konstrukcją rakiet suborbitalnych. Założyli ją w 2008 roku Kristian von Bengtson i Peter Madsen, których wspomagają liczni wolontariusze. Fundusze pochodzą od sponsorów. Celem Copenhagen Suborbitals jest konstrukcja rakiety suborbitalnej zdolnej wynieść ładunek na wysokość ponad 100 km, oraz małego, jednoosobowego statku kosmicznego. Konstruowana rakieta nosi nazwę HEAT, a statek MSC nazwano Tycho Brahe (od nazwiska XVI-wiecznego duńskiego astronoma).

## Rakiety

### HATV
W pierwszym etapie skonstruowano rakietę HATV (Hybrid Atmospheric Test Vehicle) o wielkości 1/3 docelowej rakiety HEAT i średnicy 200 mm. Została wyposażona w silnik hybrydowy XLR-2 z utleniaczem w postaci podtlenku azotu i ziarnem epoksydowym jako stałym materiałem pędnym. Testy rakiety przeprowadzono w latach 2008–2010.

### HEAT
Docelową rakietą jest HEAT (Hybrid Exo Atmospheric Transporter). Silnik tej rakiety w pierwszej wersji (HEAT-1X) napędzano zestawem: parafina (zamiast ziarna epoksydowego) i ciekły tlen. Jednak testy wykazały, że lepszym paliwem jest poliuretan (zastosowany w wersji HEAT-1XP).
Parametry rakiety: 
- napęd hybrydowy: paliwo: poliuretan, utleniacz: ciekły tlen
- wymiary: długość 5 m, średnica 0,64 m
- masa startowa: 1,8 t
- ciąg: 40 kN

Start odbędzie się na wschodnim wybrzeżu wyspy Bornholm na Bałtyku.

## Statek MSC
Statek MSC (Mini Spacecraft), który nazwano Tycho Brahe 1, będzie wynoszony przez rakietę HEAT na wysokość ponad 100 km, po czym grawitacyjnie wróci na Ziemię. Lądowanie będzie się odbywało na lądzie lub wodzie za pomocą spadochronów. Wnętrze kabiny zawiera: fotel astronauty (astronauta spędza lot w pozycji półsiedzącej), system podtrzymywania życia, automatyczną i ręczną kontrolę oddzielenia członu silnikowego i działania systemu spadochronów, przyrządy naukowe. W górnej części kapsuły znajduje się przezroczysta półkopuła.

## Kalendarium
- 2008–2009 – testy silnika XLR-2

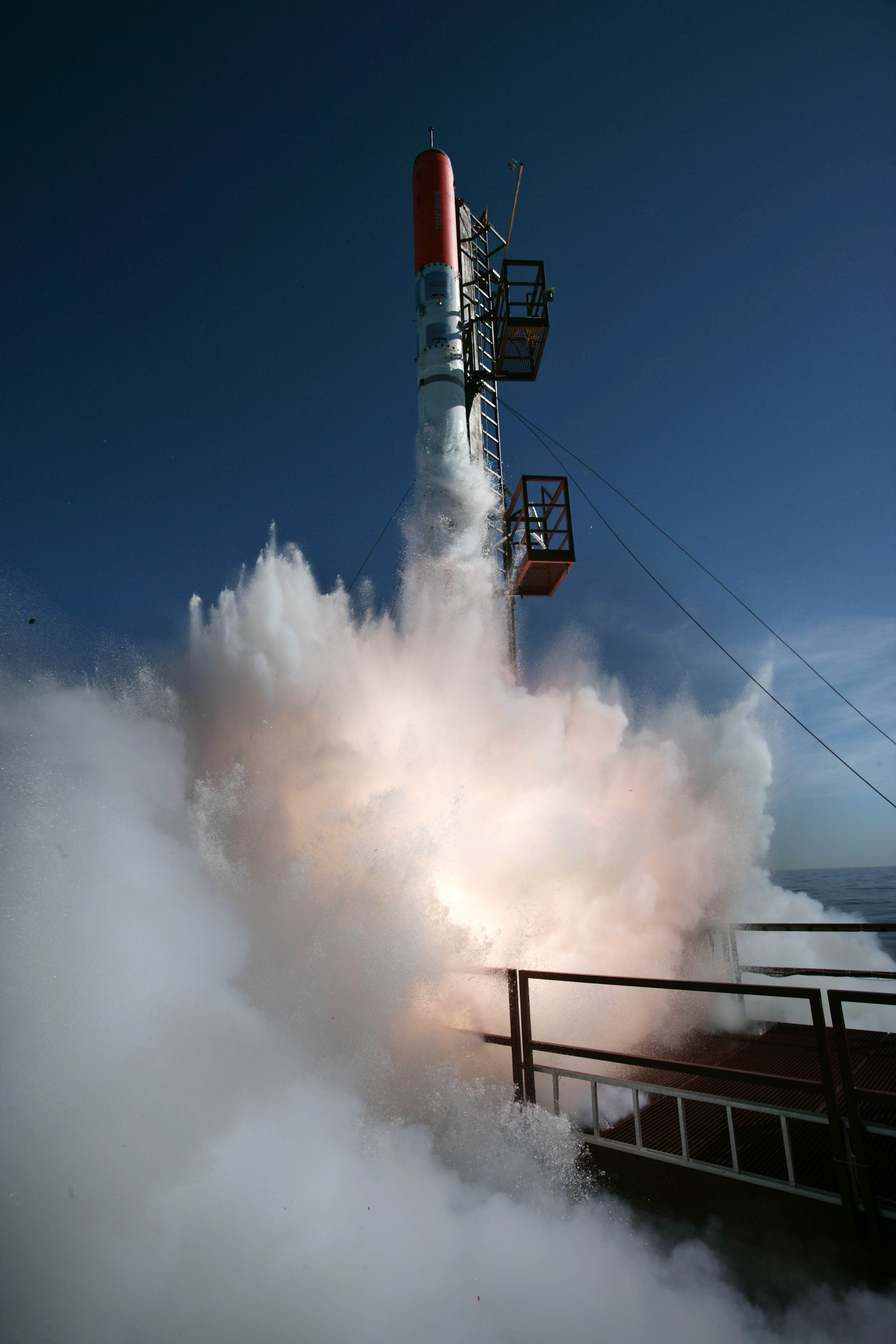
HEAT1/Tycho Brahe opuszcza wyrzutnię Sputnik na Bornholmie

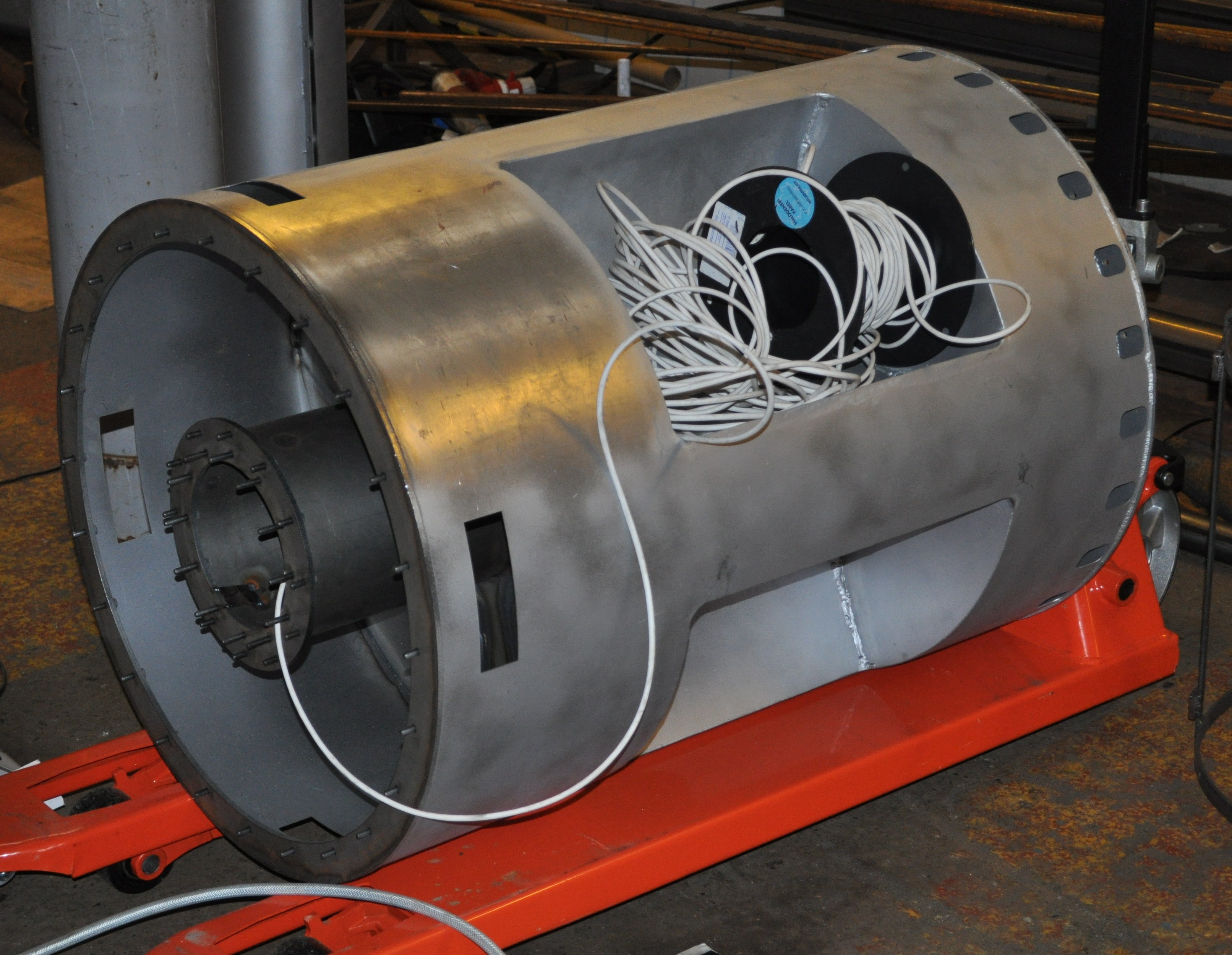
Komora spadochronowa

- 2009–2010 – testy HATV – pomniejszonej wersji rakiety, z różnymi materiałami pędnymi
- 2009 – testy miniaturowej wersji silnika rakiety HEAT (BabyHEAT)
- 2010 – testy rakiety HEAT-1
- 30 sierpnia 2010 – pierwszy start rakiety HEAT-1XP z kapsułą Tycho Brahe 1 (bez załogi)

Planowane:
- 3 czerwca 2011 – pierwszy start rakiety HEAT-1X z kapsułą Tycho Brahe 1 (bez załogi) po nieudanej próbie przeprowadzonej w roku 2010
- czwarty lot rakiety HEAT odbędzie się z astronautą w kapsule Tycho Brahe 1